# Akrotiri og Dhekelia
Akrotiri og Dhekelia (officielt: Sovereign Base Areas of Akrotiri and Dhekelia) er to militærbaseområder under britisk overhøjhed på Cypern. Akrotiri ligger i syd nær Limassol og Dhekelia i sydøst nær Larnaca.
I den østlige del af Cypern ligger Cape Greco. Det er et britisk baseområde. Der er en radar, en kraftig mellembølge radiostation, samt en lyttepost.